# Agelena tenuella
Agelena tenuella là một loài nhện trong họ Agelenidae.
Loài này thuộc chi Agelena. Agelena tenuella được Carl Friedrich Roewer miêu tả năm 1955.